# Sakari Tuomioja
Sakari Severi Tuomioja, född 29 augusti 1911 i Tammerfors, död 9 september 1964 i Helsingfors, var en finländsk jurist, politiker, diplomat och riksbankschef. Under efterkrigstiden innehade Tuomioja en rad ministerposter, däribland som statsminister (1953–54) och utrikesminister (1951–52). 

## Biografi
Sakari Tuomiojas far, Walto Tuomioja, satt i riksdagen för Framstegspartiet och var chefredaktör för Helsingin Sanomat. Efter jur.kand.-examen 1937 fick Tuomioja en tjänst som budgetchef vid finansdepartementet 1940. Likt fadern anslöt han sig till Framstegspartiet, och blev tidigt känd som en företrädare för dess vänsterflygel och upprätthöll under fortsättningskriget nära förbindelser med fredsoppositionen. I april 1945 utnämndes han till finansminister i Juho Kusti Paasikivis tredje regering. Han lämnade denna post redan i juli samma år, då han erbjöds uppdraget som chefdirektör för Finlands Bank efter att hans företrädare Risto Ryti dömts till fängelse i krigsansvarighetsprocessen.
Då Urho Kekkonen, med vilken Tuomioja var nära vän, bildade sin första regering 1950 placerades Tuomioja på posten som handels- och industriminister. I denna befattning ledde han bland annat den finländska delegationen i förhandlingar om ett femårigt handelsavtal med Sovjetunionen, som trädde i kraft samma år. Då Framstegspartiet, som vid 1950-talets början spelat ut sin roll i finländsk politik, upplöstes 1951 anslöt sig Tuomioja till De Frisinnades Förbund under ledning av Teuvo Aura. År 1951, då Kekkonen bildade sin andra regering, utsågs han till utrikesminister. Han lämnade detta uppdrag i november 1952, då bankfullmäktige i Finlands Bank krävde att han skulle koncentrera sig på sitt uppdrag där.
Som riksbankschef fick Tuomioja nu i uppdrag att utarbeta en plan för att lösa de ekonomiska svårigheter som Finland vid denna tidpunkt befann sig i. Han uteslöt devalvering, och utarbetade tillsammans med Teuvo Aura ett program för att få ner kostnadsnivåerna som godtogs av statsminister Kekkonen. Då programmet mött kraftigt motstånd från båda parter på arbetsmarknaden, samt från Socialdemokraterna, övergav Tuomioja och Aura själva planen. Kekkonen gav de båda i uppdrag att utarbeta ett nytt ekonomiskt program som kunde samla tillräckligt stort politiskt stöd, men nåddes i augusti 1953 av rykten om att Tuomioja och Aura inlett förhandlingar om att bilda en ny regering utan Kekkonen. Trots att de båda förnekade uppgifterna ledde detta till en brytning mellan Tuomioja och Kekkonen, samt till regeringens avgång i november 1953.
Efter Kekkonens avgång fick Tuomioja regeringsuppdraget av president Paasikivi, och tillträdde sedan som statsminister i en borgerligt dominerad tjänstemannaregering med Finska folkpartiet, Svenska folkpartiet och Samlingspartiet. Tuomiojas regering har bland annat blivit ihågkommen för att den avskaffade ransoneringen av kaffe, som varit i kraft sedan 1939. Det låsta parlamentariska läget gjorde att president Paasikivi flyttade fram det riksdagsval som skulle ha hållits sommaren 1954 till mars samma år, vartefter Tuomioja kunde återvända till arbetet på Finlands Bank. 
Året därpå lämnade Tuomioja sitt uppdrag som riksbankschef, och påbörjade nu en diplomatisk karriär som ambassadör i London. I presidentvalet 1956 ställde han motvilligt upp som kandidat efter en inbjudan från Samlingspartiet. Efter att ha lämnat sitt uppdrag i London 1957 erbjöds Tuomioja av Dag Hammarskjöld att efterträda Gunnar Myrdal som ordförande i FN:s ekonomiska kommission för Europa (ECE), något han accepterade. Efter att treårsperioden i ECE löpt ut 1960 utnämndes Tuomioja följande år till ambassadör i Stockholm. Tuomioja kom dock att upprätthålla sina förbindelser till FN, och utsågs i mars 1964 av U Thant till medlare i Cypernkrisen. Under detta uppdrag drabbades han i augusti samma år av en hjärnblödning, i sviterna av vilken han avled följande månad.
Tuomioja är begravd på Sandudds begravningsplats i Helsingfors.

## Familj
Sakari Tuomiojas fru Vappu var dotter till författaren och folkdemokratiska politikern Hella Wuolijoki. Sakari och Vappu var föräldrar till den socaldemokratiska politikern Erkki Tuomioja, som var utrikesminister 2000–07 och 2011–15.

## Utmärkelser
- Kommendörstecknet av Finlands Lejons orden,  1942[4]
- Kommendörstecknet av I klass av Finlands Vita Ros’ orden,  6 december 1947[5]
- Kommendör med stora korset av Vasaorden,  24 maj 1952[6]
- Finlands Olympiska förtjänstkors av 1 klass,  2 december 1952[7]
- Storkorsriddare av Republiken Italiens förtjänstorden,  23 mars 1954[8]
- Storkorset av isländska falkorden,  24 april 1954[9]
- Storkorset av Finlands Vita Ros’ orden,  24 mars 1955[10]
- Kommendör av Hederslegionen[4]

[Redigera Wikidata]